# Інсулінорезистентність
Інсулінорезистентність (Insulinoresistance) — недостатня біологічна відповідь клітин на дію інсуліну при його достатній концентрації в крові. 

## Поняття
Термін «Інсулінорезистентність» (далі І.) вперше використали H.P. Hirnsworth i R.B. Kerr (1936) для характеристики незначного зниження рівня глюкози у відповідь на введення екзогенного інсуліну у хворих на цукровий діабет з ожирінням. Доки β-клітини підшлункової залози здатні виробляти достатню кількість інсуліну для компенсації вказаного дефекту і підтримувати стан гіперінсулінемії, гіперглікемія буде відсутня. Однак вслід за виснаженням резервів β-клітин виникає стан відносної недостатності інсуліну, що проявляється підвищенням рівня глюкози в крові. Як результат порушуються основні метаболічні процеси в організмі — вуглеводний, ліпідний та білковий обмін, порушуються ріст, диференціювання, синтез ДНК, регуляція транскрипції генів тощо. 
Таким чином зумовлює цілу низку захворювань та фізіологічних станів, основними з яких є: 
- фізіологічна  (пубертатний вік, вагітність, дієта, багата жирами, нічний сон);
- метаболічна (цукровий діабет ІІ типу, ожиріння, декомпенсація цукрового діабету І типу, виражена недостатність харчування, надлишкове вживання алкоголю);
- ендокринна (тиреотоксикоз, гіпотиреоз, синдром Кушинга, акромегалія, феохромоцитома);
- неендокринна (есенціальна гіпертензія, цироз печінки, ревматоїдний артрит, травма, опіки, сепсис, хірургічні втручання).

## Патогенез
В основі патогенезу І. розглядають розлади функції внутрішньоклітинних білків-транспортерів глюкози, найважливішим з яких є ГЛЮТ-4. Глюкозування або зменшення транслокації ГЛЮТ-4 супроводжується І. Причиною резистентності клітин може бути також і мутація гену інсулінового рецептора. Водночас генетична схильність до І. може не реалізовуватись і ніколи не проявитись клінічно (у вигляді метаболічного синдрому або цукрового діабету ІІ типу) за відсутності несприятливої дії таких факторів навколишнього середовища, як надмірне вживання калорійної їжі та низької фізичної активності.
І. відіграє суттєву роль у патогенезі порушень вуглеводного обміну, що проявляється розвитком порушеної толерантності до глюкози та цукрового діабету ІІ типу. В основі їх патогенетичного механізму лежить втрата чутливості м’язової, жирової й печінкової тканин до інсуліну. І. тісно пов’язана з розвитком дисліпідемії, артеріальної гіпертензії, ожиріння, ішемічної хвороби серця.

## Діагностика
Для визначення рівня інсулінорезистентності розроблено і запропоновано значну кількість методів. Серед них виділяють три основні:
- еуглікемічний гіперінсулінемічний клемп-тест (англ. HEGCT — Hyperinsulinemic Euglycemic Glucose Clamp Technique);
- «мінімальну модель» (англ. FSIVGTT — Frequently Sampled Intravenous Glucose Tolerance Test);
- рівень інсуліну натще.

Використовують також розрахункові математичні моделі визначення інсулінорезистентності:
- гемостатичну модель оцінки інсулінорезистентності — індекс HOMA (англ. НОМА — Homeostatic Model Assessment);
- індекс чутливості до інсуліну (англ. QUICKI — Quantitative Insulin Sensitivity Check Index).

## Профілактика
Сьогодні відомо декілька профілактичних та терапевтичних заходів, які знижують І.: 
- гіпокалорійна дієта,
- зменшення маси тіла,
- фізична активність
- фармакотерапія.

До фармакотерапії відносять застосування метформіну та тіазолідиндіонів, які знижують І. та підвищують чутливість тканин до інсуліну, а також пригнічують глюкогенез у печінці.